# Westfield Center (Ohio)
Pour les articles homonymes, voir Westfield Center.
Westfield Center est un village américain situé dans le comté de Medina, dans l'Ohio. Selon le recensement de 2010, sa population est de 1 115 habitants.